# ۷۵۸ (میلادی)
۷۵۸ (میلادی) هفتصد و پنجاه و هشتمین سال تقویم میلادی است.

## درگذشتگان
‎